# Fadi Frem
Fadi Frem, né en 1954 dans le quartier d'Achrafieh à Beyrouth, est un homme politique libanais. Il dirigea la milice des Forces libanaises entre le 13 septembre 1982 (désigné par Béchir Gemayel, commandant des FL et président élu de la République, un jour avant son assassinat) et le 9 octobre 1984.

## Biographie
Il est titulaire d'un diplôme en génie mécanique de l'université américaine de Beyrouth, d'une maîtrise en génie industriel de l'université du Texas, et d'un MBA de la Harvard Business School.
Il fut l'un des premiers membres de la troupe d'élite des FL, les Bejin puis devint vice-commandant en chef de cette milice. Durant son mandat à la tête des FL, les chrétiens perdirent la guerre de la montagne et encoururent de lourdes pertes. Le commandement de Frem vacilla alors et sa relation avec le président de la République Amine Gemayel se détériora, ce qui poussa à son remplacement par Fouad Abou Nader, à l'époque beaucoup plus proche du Président.
Frem se retira de la vie politique en 1984 et s'installa au Canada.